# Мирослава Петрова
Мирослава Петрова Петрова е български политик от „Продължаваме промяната“. Народен представител в XLVII народно събрание.

## Биография
Мирослава Петрова е родена на 19 февруари 1973 г. Завършва Софийския университет „Св. Климент Охридски” със специалност „Българска филология“. Специализира маркетинг в културната сфера във Великотърновския университет „Св. св. Кирил и Методий“. Студент на Кирил Петков и Асен Василев във водените от тях „Харвардски курсове“.
Съосновател, част от екипа на неправителствената организация „Антикорупционен фонд“, която се занимава с аферата с апартаментите на властта на Бойко Борисов, спонсорирана от фондация „Америка за България“ преди създаването ѝ на 14 юни 2017 г. На 20 ноември 2018 г. е свикано заседание на Съвета с две точки в дневния ред за освобождаване Мирослава Петрова.
На парламентарните избори през ноември 2021 г. като кандидат за народен представител е 5-а в листата на „Продължаваме промяната“ за 24 МИР София, откъдето е избрана.